# Ronde van Italië 1953
| Eindklassement      |                        |              |
| Algemeen klassement | Fausto Coppi           | 118h 37' 26" |
| Tweede              | Hugo Koblet            | + 1' 29"     |
| Derde               | Pasquale Fornara       | + 6' 55"     |
| Vierde              | Gino Bartali           | + 14' 08"    |
| Vijfde              | Angelo Conterno        | + 20' 51"    |
| Zesde               | Stan Ockers            | + 24' 14"    |
| Zevende             | Giovanni Roma          | + 24' 35"    |
| Achtste             | Guido De Santi         | + 25' 06"    |
| Negende             | Fiorenzo Magni         | + 25' 39"    |
| Tiende              | Vincenzo Rossello      | + 26' 21"    |
| (Ned)               | Wim van Est (13e)      | + 29' 57"    |
| Rode Lantaarn       | Hein van Breenen (72e) | + 3h 05' 24" |
| Bergklassement      | Pasquale Fornara       | ... punten   |
| Tweede              | Fausto Coppi           | ... punten   |
| Derde               | Gino Bartali           | ... punten   |
| Ploegenklassement   | Ganna                  | ?            |
| Tweede              | ?                      | ?            |
| Derde               | ?                      | ?            |

In 1953 ging de 36e Giro d'Italia op 12 mei van start in Milaan, waar deze op 2 juni ook eindigde. Er stonden 112 renners verdeeld over 16 ploegen aan de start, waarvan er 72 de eindstreep in Milaan haalden. Hij werd gewonnen door Fausto Coppi.
Aantal ritten: 21

Totale afstand: 4035 km

Gemiddelde snelheid: 34,020 km/h

Aantal deelnemers: 112

## Belgische en Nederlandse prestaties
In totaal namen er 7 Belgen en 7 Nederlanders deel aan de Giro van 1953.

### Belgische etappezeges
- Rik Van Steenbergen won de 9e etappe van Follonica naar Pisa.

### Nederlandse etappezeges
- Wim van Est won de 1e etappe van Milaan naar Abano Terme.

## Etappe-uitslagen
| Datum  | Etappe    | Parcours                                     | Afstand | Eerste                    | Tweede                  | Derde                   | Klassementsleider       |
| ------ | --------- | -------------------------------------------- | ------- | ------------------------- | ----------------------- | ----------------------- | ----------------------- |
| 12 mei | etappe 1  | Milaan - Abano Terme                         | 263 km  | Wim van Est (Ned)         | Guido De Santi (Ita)    | Alfo Ferrari (Ita)      | Wim van Est (Ned)       |
| 13 mei | etappe 2  | Abano Terme - Rimini                         | 278 km  | Pasquale Fornara (Ita)    | Hugo Koblet (Zwi)       | Fausto Coppi (Ita)      | Guido De Santi (Ita)    |
| 14 mei | etappe 3  | Rimini - San Benedetto del Tronto            | 182 km  | Albino Crespi (Ita)       | Wout Wagtmans (Ned)     | Angelo Conterno (Ita)   | Guido De Santi (Ita)    |
| 15 mei | etappe 4  | San Benedetto del Tronto - Roccaraso         | 171 km  | Fausto Coppi (Ita)        | Giorgio Albani (Ita)    | Louison Bobet (Fra)     | Pasquale Fornara (Ita)  |
| 16 mei | etappe 5  | Roccaraso - Napels                           | 149 km  | Ettore Milano (Ita)       | Angelo Conterno (Ita)   | Thijs Roks (Ned)        | Pasquale Fornara (Ita)  |
| 17 mei | etappe 6  | Napels - Rome                                | 285 km  | Giuseppe Minardi (Ita)    | Luciano Maggini (Ita)   | Pietro Giudici (Ita)    | Guido De Santi (Ita)    |
| 18 mei | etappe 7  | Rome - Grosseto                              | 178 km  | Giovanni Corrieri (Ita)   | Alfredo Martini (Ita)   | Annibale Brasola (Ita)  | Giovanni Corrieri (Ita) |
| 18 mei | etappe 8  | Grosseto - Follonica (tijdrit)               | 48 km   | Hugo Koblet (Zwi)         | Pasquale Fornara (Ita)  | Fausto Coppi (Ita)      | Hugo Koblet (Zwi)       |
| 20 mei | etappe 9  | Follonica - Pisa                             | 114 km  | Rik Van Steenbergen (Bel) | Fritz Schaer (Zwi)      | Luciano Pezzi (Ita)     | Hugo Koblet (Zwi)       |
| 21 mei | etappe 10 | Pisa - Modena                                | 189 km  | Fiorenzo Magni (Ita)      | Arrigo Padovan (Ita)    | Giorgio Albani (Ita)    | Hugo Koblet (Zwi)       |
| 22 mei | etappe 11 | Modena - Modena (autodromo) (ploegentijdrit) | 30 km   | Bianchi                   | Ganna                   | Legnano                 | Hugo Koblet (Zwi)       |
| 24 mei | etappe 12 | Modena - Genua                               | 278 km  | Giorgio Albani (Ita)      | Raphael Geminiani (Fra) | Nino Defilippis (Ita)   | Hugo Koblet (Zwi)       |
| 25 mei | etappe 13 | Genua - Bordighera                           | 256 km  | Oreste Conte (Ita)        | Mario Baroni (Ita)      | Giovanni Corrieri (Ita) | Hugo Koblet (Zwi)       |
| 26 mei | etappe 14 | Bordighera - Turijn                          | 242 km  | Pietro Giudici (Ita)      | Fritz Schaer (Zwi)      | Michele Gismondi (Ita)  | Hugo Koblet (Zwi)       |
| 27 mei | etappe 15 | Turijn - San Pellegrino Terme                | 232 km  | Nino Assirelli (Ita)      | Danilo Barozzi (Ita)    | Fiorenzo Magni (Ita)    | Hugo Koblet (Zwi)       |
| 28 mei | etappe 16 | San Pellegrino Terme - Riva del Garda        | 279 km  | Fiorenzo Magni (Ita)      | Giorgio Albani (Ita)    | Gino Bartali (Ita)      | Hugo Koblet (Zwi)       |
| 29 mei | etappe 17 | Riva del Garda - Vicenza                     | 166 km  | Bruno Monti (Ita)         | Danilo Barozzi (Ita)    | Agostino Coletto (Ita)  | Hugo Koblet (Zwi)       |
| 30 mei | etappe 18 | Vicenza - Auronzo di Cadore                  | 186 km  | Bruno Monti (Ita)         | Rino Benedetti (Ita)    | Hugo Koblet (Zwi)       | Hugo Koblet (Zwi)       |
| 31 mei | etappe 19 | Auronzo di Cadore - Bolzano                  | 164 km  | Fausto Coppi (Ita)        | Hugo Koblet (Zwi)       | Pasquale Fornara (Ita)  | Hugo Koblet (Zwi)       |
| 1 juni | etappe 20 | Bolzano - Bormio                             | 125 km  | Fausto Coppi (Ita)        | Pasquale Fornara (Ita)  | Gino Bartali (Ita)      | Fausto Coppi (Ita)      |
| 2 juni | etappe 21 | Bormio - Milaan                              | 220 km  | Fiorenzo Magni (Ita)      | Luciano Maggini (Ita)   | Alfio Baronti (Ita)     | Fausto Coppi (Ita)      |

 winnaars · 
roze trui · 
  puntenklassement · 
  bergklassement · 
 jongerenklassement · 
 intergiro · 
 ploegenklassement · 
 strijdlust · 
 zwarte trui
Giro d'Italia Next Gen · Giro Donne · Cima Coppi
 Belgische rozetruidragers · etappewinnaars
 Nederlandse rozetruidragers · etappewinnaars
Mannen:
1909 · 
1910 · 
1911 · 
1912 · 
1913 · 
1914 · 
1919 · 
1920 · 
1921 · 
1922 · 
1923 · 
1924 · 
1925 · 
1926 · 
1927 · 
1928 · 
1929 · 
1930 · 
1931 · 
1932 · 
1933 · 
1934 · 
1935 · 
1936 · 
1937 · 
1938 · 
1939 · 
1940 · 
1946 · 
1947 · 
1948 · 
1949 · 
1950 · 
1951 · 
1952 · 
1953 · 
1954 · 
1955 · 
1956 · 
1957 · 
1958 · 
1959 · 
1960 · 
1961 · 
1962 · 
1963 · 
1964 · 
1965 · 
1966 · 
1967 · 
1968 · 
1969 · 
1970 · 
1971 · 
1972 · 
1973 · 
1974 · 
1975 · 
1976 · 
1977 · 
1978 · 
1979 · 
1980 · 
1981 · 
1982 · 
1983 · 
1984 · 
1985 · 
1986 · 
1987 · 
1988 · 
1989 · 
1990 · 
1991 · 
1992 · 
1993 · 
1994 · 
1995 · 
1996 · 
1997 · 
1998 · 
1999 · 
2000 · 
2001 · 
2002 · 
2003 · 
2004 · 
2005 · 
2006 · 
2007 · 
2008 · 
2009 · 
2010 · 
2011 · 
2012 · 
2013 · 
2014 · 
2015 · 
2016 · 
2017 · 
2018 · 
2019 · 
2020 · 
2021 · 
2022 · 
2023 · 
2024 · 
2025
Vrouwen:
1988 · 
1989 · 
1990 · 
1991 ·
1992 ·
1993 · 
1994 · 
1995 · 
1996 · 
1997 · 
1998 · 
1999 · 
2000 · 
2001 · 
2002 · 
2003 · 
2004 · 
2005 · 
2006 · 
2007 · 
2008 · 
2009 · 
2010 · 
2011 · 
2012 ·
2013 · 
2014 ·
2015 ·
2016 ·
2017 ·
2018 ·
2019 ·
2020 ·
2021 ·
2022 ·
2023 ·
2024 ·
2025